# Лидеры России
«Лидеры России» — всероссийский конкурс управленцев, проводимый автономной некоммерческой организацией «Россия — страна возможностей».
Основная заявленная задача конкурса — «поиск наиболее перспективных и талантливых управленцев со всей страны». За реализацию проекта отвечает комиссия при президенте по вопросам госслужбы и резерва управленческих кадров, возглавляемая руководителем Администрации Президента РФ Антоном Вайно.
В пяти сезонах конкурса приняли участие свыше 1 миллиона человек. По их итогам особо отличившиеся соискатели «заняли важные посты в самых различных ведомствах, в том числе в администрации президента». Пять участников стали заместителями федеральных министров, двое — врио губернаторов: 29 мая 2018 года на пост врио главы ЯНАО был назначен конкурсант Дмитрий Артюхов, который через три месяца был избран. 30 мая на пост врио главы Амурской области был назначен конкурсант Василий Орлов. Всего высокие должности заняли 150 «Лидеров России», ставшие руководителями департаментов, заместителями гендиректоров крупных компаний, министрами региональных правительств. Указывается, что со второго сезона конкурса уделяется большее внимание «социально значимой деятельности»: в частности, полуфиналисты должны будут выбрать и реализовать социально значимый проект в своем регионе.

## О конкурсе
С 2018 года оператором конкурса является Автономная некоммерческая организация «Россия — страна возможностей», зарегистрированная 21 июня 2018 года в соответствии с Указом Президента Российской Федерации от 22.05.2018 № 251. Учредителем АНО является Управление делами Президента Российской Федерации. Финансирование проведения конкурса осуществлялось распоряжением правительства от 23 февраля 2018 года № 305-р из средств Резервного фонда РФ.
Соискатели посредством выполнения различных заданий пытаются показать свои лидерские качества и по результатам занять какую-либо руководящую должность. Прежде всего подразумеваются должности в госструктурах, на что указывают различные представители властей РФ во главе с президентом. В 2017—2018 гг. прошёл первый такой конкурс, 10 октября 2018 г. начался второй конкурс.

## Наблюдательный совет
В Наблюдательный совет конкурса «Лидеры России» входят: Александр Аузан, Сергей Безруков, Михаил Гусман, Светлана Журова, Елена Исинбаева, Марина Лошак, Владимир Лукин, Павел Лунгин, Алексей Немов, Михаил Пиотровский, Наталья Починок, Константин Ремчуков, Леонид Рошаль, Наталия Солженицына, Владимир Сунгоркин, Владимир Толстой, Зельфира Трегулова, Валерий Фадеев, Михаил Швыдкой.

## Программа конкурса
Методика тестирования была разработана авторитетными экспертами в области оценки человеческого потенциала. Сам конкурс проходит в четыре этапа. Первый этап — регистрация онлайн и загрузка видеоинтервью. Второй — онлайн-тестирование (проверка вербальных и числовых способностей конкурсантов). Далее следуют полуфиналы по федеральным округам (офлайн), в которых определяются финалисты. На этом этапе участникам даются задания, в которых оценивается, наряду с лидерскими качествами, их умение договариваться и организовать командную работу.
Победителей конкурса выявляет финал.
По сравнению с первым конкурсом, в конкурсе 2018—2019 программа испытаний была изменена. В частности, в онлайн-тесте на проверку общих знаний снизились требования к заданиям на общие знания, но, одновременно, было уменьшено время на ответ в онлайн-тесте — с одной минуты до 20 секунд.

## Наставники
По условиям конкурса, вышедшие в финал участники должны выбрать себе пул из не менее 10 потенциальных наставников по разным направлениям. По итогам финала подопечных из числа победителей выбирают, в рамках указанных выше заявок, сами наставники. Кроме того, они могут по своей инициативе сделать свой выбор для наставничества, которое в любом случае длится в течение года, и среди финалистов конкурса.
Среди наставников, которые оказывают помощь участникам конкурса, Руководитель Администрации Президента Российской Федерации Антон Вайно, Первый заместитель Руководителя Администрации Президента Российской Федерации Сергей Кириенко, Первый заместитель Председателя Правительства Российской Федерации — Андрей Белоусов, Министр финансов Российской Федерации Антон Силуанов, Заместители Председателя Правительства Российской Федерации Юрий Борисов, Татьяна Голикова, Юрий Трутнев, Константин Чуйченко, министры федерального правительства, главы регионов и другие высокопоставленные должностные лица.
В феврале 2019 года на церемонии открытия полуфинала для регионов Центрального федерального округа член наблюдательного совета всероссийского конкурса управленцев «Лидеры России», первый заместитель гендиректора ТАСС Михаил Гусман заявил участникам, что Владимир Путин «является главным наставником этого конкурса, он является главным наставником всех вас».

## Конкурс 2017—2018 годов
О начале первого этапа конкурса объявил в октябре 2017 года Сергей Кириенко. За месяц было зарегистрировано 199 тыс. заявок. Большинство участников конкурса были представителями бизнеса. В полуфинал вышли 2.7 тыс. чел. По итогам полуфиналов были отобраны 300 финалистов. Финал первого конкурса «Лидеры России — 2017» состоялся в феврале 2018 года в г. Сочи. Победителями было объявлено 103 человека.
12 февраля 2018 года с победителями конкурса встретился Президент России Владимир Путин.
Оператор конкурса РАНХиГС получила от государства 642 млн руб. на трехлетнюю программу. Затраты на первый конкурс составили порядка 250 млн руб. (без учета грантов).

### Финалисты и победители конкурса
Финалистам были предоставлены образовательные гранты в 1 млн рублей каждому. По условиям конкурса деньги передавались под управление РАНХиГС, но могли быть потрачены на любое образование в пределах России.
По итогам конкурса 80 победителей получили назначения на руководящие посты в органах власти и госкорпорациях. Так, Антону Серикову был предложен пост начальника Департамента организационного обеспечения Управления Президента по внутренней политике, а Алексею Лысову — должность главного советника этого же управления. Павел Сорокин был назначен заместителем министра энергетики Александра Новака. Олег Салагай стал заместителем министра здравоохранения Вероники Скворцовой. Новым заместителем министра экономического развития Максима Орешкина стал Илья Торосов, а помощником министра — Татьяна Дьяконова. Давыдов Эдуард Маликович стал генеральным директором «Башкирской содовой компании», создателем стратегии развития производства до 2030 года.

### Реакция и последствия
Первый конкурс «Лидеры России», его итоги и судьба победителей вызвали определенный отклик на уровне регионов России. В ряде субъектов Федерации (к примеру, Курганской, Рязанской и Тюменской области) прозвучали предложения о создании региональных аналогов конкурса. О создании подобного проекта в Рязанской области заявил губернатор Николай Любимов.
Наряду с положительными отзывами, конкурс получил и отрицательные. Так, профессор ВШЭ Олег Вьюгин заявил: «Пока на таких людей нет спроса, списки составлены, а что делать дальше — никто не знает: нет ни цифровой экономики, ни социальных лифтов». А директор региональной программы Независимого института социальной политики, профессор Наталья Зубаревич считает ежегодный формат конкурса неудачным (слишком часто), так как следствием этого может стать нарастающее ухудшение качества конкурсантов.
В феврале 2019 года в Сербии представители «Демократической партии» предложили запустить в стране аналог конкурса «Лидеры России». Об этом в своем Facebook написал вице-президент Демократического молодежного движения Европы (DEMYC) Милош Джурин. 18 февраля в своем Facebook представитель комитета по международным отношениям Профсоюза работников Бразилии Энрике Домингеш также написал, что хотел бы, чтобы в Бразилии проводился конкурс, аналогичный «Лидерам России».

## Конкурс 2018—2019 года
Регистрация заявок на второй конкурс «Лидеры России» началась 10 октября и завершилась 24 октября. Общее количество заявок — порядка 200 тысяч.
13 марта 2019 года в сочинском парке науки и искусств «Сириус» начался финальный этап второго конкурса «Лидеры России». В нем приняли участие 300 победителей полуфиналов. В первый день этапа финалисты, вместе с сочинскими школьниками, высадили 300 деревьев в рамках акции «Аллея лидеров».
15 марта 2019 года на конкурсе «Лидеры России» прошли встречи финалистов с наставниками. Конкурсантов приветствовали первый заместитель руководителя администрации президента РФ Сергей Кириенко, председатель правления, генеральный директор ПАО «Газпром нефть» Александр Дюков, мэр Москвы Сергей Собянин, глава Татарстана Рустам Минниханов, губернатор Московской области Андрей Воробьёв, секретарь генсовета «Единой России» Андрей Турчак и другие ведущие политики и топ-менеджеры страны.
17 марта 2019 года завершился финал конкурса «Лидеры России». Победителями конкурса стали 104 человека, которые получили возможность в течение года поработать с наставником из числа лучших руководителей в сфере бизнеса и государственного управления. Они также будут оценивать участников проекта «Моя страна — моя Россия».
19 марта 2019 года с победителями конкурса «Лидеры России» встретился Владимир Путин. Президент отметил, что чиновники и топ-менеджеры компаний проявили повышенный интерес к институту наставничества: сразу 93 человека пожелали стать таковыми для финалистов конкурса.
«В этом году будет больше наставников, чем в прошлом, — пояснил глава государства. — В прошлом было 70, а этом году изъявили желание из людей, которые работают в высших эшелонах власти, либо в крупнейших компаниях руководителями, 93 человека, так что с этим все будет нормально».

## Конкурс 2019—2020 года
Регистрация заявок на третий сезон конкурса «Лидеры России» началась 4 октября и завершилась 27 октября. Общее количество заявок — более 233 тыс. В новом сезоне конкурса были введены три новые специализации (трекеры) — «Наука», «Здравоохранение», и «Финансы и технологии». Из 233 830 человек, подавших к участию в конкурсе, к дистанционному тестированию были допущены 91 355.Первый этап дистанционного тестирования преодолело 20 000 участников.

Суперфинал конкурса был перенесен с марта 2020 года из-за пандемии коронавируса и прошел 6—7 сентября в г. Солнечногорске. Премьер-министр РФ Михаил Мишустин, выступая перед участниками суперфинала проекта, назвал конкурс «Лидеры России» одной из важнейших в стране кадровых программ.
«Когда-то, три года назад, когда по инициативе и при поддержке президента России создавался этот конкурс, мы не ожидали, что он привлечет внимание такого количества людей. Трудно было даже представить, что его [конкурса] аудитория окажется столь результативной и сколько умных, энергичных, компетентных руководителей сумеют себя проявить», — заявил Мишустин.
В суперфинал пробились 300 участников из 54 регионов РФ, а также по двое конкурсантов из Украины и Беларуси. Эксперты по итогам оценочных мероприятий определили 106 победителей. Каждый из которых получил возможность годичной работы с наставником из числа государственных деятелей и руководителей крупных компаний.